# 國際行動中心
國際行動中心(英語：International Action Center)是一個行動主義團體，由前任美國司法部長拉姆齊·克拉克所創立。它支持世界各地的反帝國主義運動，反對美國在任何情況下以軍事介入。
國際行動中心在紐約市、華盛頓特區、舊金山、波士頓都有辦公室。

## 外部連結
- 國際行動中心官網 （页面存档备份，存于）